# Kids Alive
Kids Alive était un groupe de rock japonais formé en 1998 quand le bassiste Akihiro Yamamura, le chanteur Yuta Aihara et le guitariste Hiroshi « Keiji » Kanno ont signé chez Kids Records. Ils y ont enregistré leur premier single en 2000. Ils ont alors changé de label pour leur album et les cinq singles suivants. Ils ont enregistré leurs deux derniers singles chez Avex avant leur séparation.
Kids Alive est notamment à l’origine d’un générique pour l’anime du manga Hikaru no go (Bokura no Bouken) et d’un autre pour Hungry Heart : Wild Striker (2nd Stage).

## Membres
- Yūta Aihara (相原 憂太) - Chant
- Hiroshi Kanno (菅野 浩司) - Guitare
- Akihiro Yamamura(山村 明弘) - Basse

## Discographie

### Album
- 3 Colors Infinity (23 janvier 2002)

1. ボクらの冒険 (Bokura No Bouken)
2. 雨 (Ame)
3. Ready Go!
4. ふんわり (Funwari)
5. Go!Go!タートル (Go! Go! Tattoru!!)
6. Song For Lover
7. Top Speed
8. 星になったキミへ・・・ (Hoshi Ni Natta Kimi He...)
9. サマーバケーション～ボクらは運命共同体＼(*^-^*)／～ (Summer Vacation～Bokura Wa Unmei Kyoudotai ＼(*^-^*)／～)
10. 「スペシャルロケット」 (Special Rocket)
11. ありがとう (Arigatou)

### Singles
- New dream (25 novembre 2000)
- 雨 (Ame) (28 février 2001)
- Top Speed (23 mai 2001)
- サマーバケーション～ボクらは運命共同体＼(*^-^*)／～ (Summer Vacation～Bokura Wa Unmei Kyoudotai ＼(*^-^*)／～) (8 août 2001)
- ボクらの冒険 (Bokura No Bouken) (14 novembre 2001)
- Never mind (9 mai 2002)
- 2nd stage (7 novembre 2002)
- ふたりの季節～North Point～ (5 février 2003)